# Phlogophora violacea
Phlogophora violacea là một loài bướm đêm trong họ Noctuidae.